# Patwins
Els patwins (també escrit Patween, Southern Wintu) són una ètnia ameríndia dins dels wintun natius del nord de Califòrnia. Els patwins comprenen la branca meridional del grup wintun, habitants nadius de Califòrnia des d'aproximadament l'any 500 AD (Golla 2011: 250).
Els patwin estan limitats pels yukis al nord-oest; els nomlakis (Wintun) al nord; els konkow (maidu) al nord-est; els nisenan (Maidu) i miwok de la planura a l'est; els miwok de la badia al sud; els miwok de la costa al sud-oest; i els wappo, miwok del llac, i pomo in the west.
Vivien entre les actuals ciutats de Suisun City, Vacaville i Putah Creek.
Els "patwins meridionals" vivien entre el que és actualment Suisun City, Vacaville i Putah Creek. Pel 1800 havien estat forçats pels invasors espanyols i europeus a organitzar-se en petites unitats tribals, com els ululatos (Vacaville), labaytos (Putah Creek), malacas (vall de Lagoon), Tolenas (vall d'Upper Suisun) i suisunes (Suisun Marsh i Plain).

## Idioma
Els patwins parlen el patwin llengua del grup Wintuan.

## Població
Les estimacions per a les poblacions anteriors al contacte de la majoria dels grups nadius a Califòrnia han variat substancialment.  (Vegeu Població ameríndia de Califòrnia.) Alfred L. Kroeber (1925:883) estima la població wintun del 1770, incloent patwins, nomlakis i wintus, en 12.000. Sherburne F. Cook (1976 :180-181) va estimar la població total patwin i nomlaki en 11.300, dels quals 3.300 representaven els patwin meridional. Posteriorment, va pujar la xifra per als patwin meridional en 5.000 (Cook, 1976b: 8).
Kroeber estimava la població combinada dels grups wintun el 1910 en 1.000. Avui en dia els descendents wintun dels tres grups sumaven un total de prop de 2.500 persones.

## Poblacions
| - Aguasto - Bo´-do - Chemocu - Churup - Dok´–dok - Gapa - Ho´lokomi - Imil - Katsil - Kisi - Koh´pah de´-he - Koru | - Kusêmpu - Liwai - Lopa - Moso - Napato - Nawidihu - No´pah - P’ālo - Putato - Si´-ko-pe - Soneto - Sukui | - Suskol - Tebti - Til-til - Tokti - Tolenas - Tulukai - Ululato - Yo´doi - Yulyul |